# Françoise Sullivan
Pour les articles homonymes, voir Sullivan.
Françoise Sullivan, née à Montréal le 10 juin 1923, est une peintre, sculptrice, chorégraphe et danseuse québécoise. Elle est une membre du mouvement automatiste. 

## Biographie

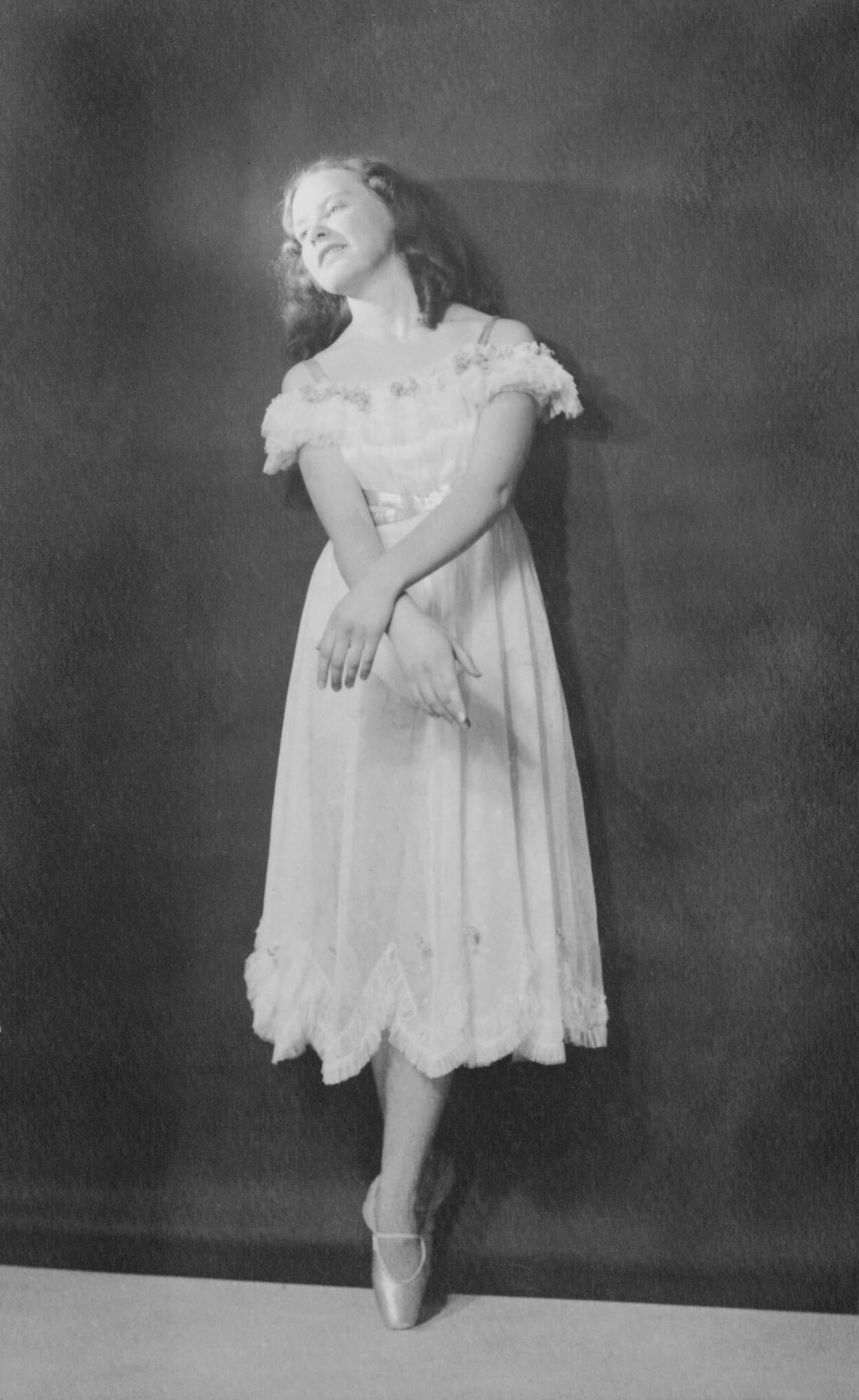
Françoise à 14 ans

Dès l'âge de dix ans, Françoise Sullivan veut être artiste et suit des cours de dessin, de danse, de piano et de peinture. En 1940, elle fait son entrée à l'École des beaux-arts de Montréal pour y suivre des cours d'arts plastiques jusqu'en 1945. Ses premières peintures sont influencées par le fauvisme et le cubisme. En 1943, elle participe à l'exposition Les Sagittaires, organisée par l'historien de l'art Maurice Gagnon à la galerie Dominion de Montréal. Cette exposition présentait des œuvres de 23 artistes de moins de trente ans, dont celles de ses amis Pierre Gauvreau et Louise Renaud. 
Entre 1945 et 1946, Sullivan étudie la danse moderne à New York avec Franziska Boas, la fille de l'anthropologue Franz Boas, et brièvement auprès de Martha Graham et Louis Horst. De retour à Montréal, elle fréquente le groupe des Automatistes et signe le manifeste du Refus global en 1948. La même année, elle présente une conférence intitulée La danse et l'espoir dont le texte sera publié dans le Refus global. En collaboration avec sa partenaire de danse Jeanne Renaud, elle organise à la maison Ross l'un des événements fondateurs de la danse moderne au Québec. Elle conçoit aussi un ambitieux projet chorégraphique inspiré du cycle des saisons qui ne sera réalisé qu'en partie; d'abord Été en 1947 aux Escoumins et Danse dans la neige en 1948 sur le mont Saint-Hilaire en compagnie de Jean-Paul Riopelle et Maurice Perron. Sur sa propre pratique artistique, Françoise Sullivan explique : « Avoir une vision, ce n’est pas imaginer l’œuvre accomplie avant de la réaliser. Le processus, le réel des choses apportent des obstacles, mais aussi des solutions inattendues et dont on ne tient pas compte quand ça se passe au niveau de la tête […] Ce qui est excitant, c’est justement l’inconnu dans lequel on entre, les choix continuels qui s’imposent au fur et à mesure, et les nécessités qui commandent ».   
En 1949, Sullivan épouse le peintre Paterson Ewen avec qui elle aura quatre enfants. Entre 1952 et 1956, elle travaille comme chorégraphe et danseuse pour la télévision de Radio-Canada. À la fin des années 1950, elle se tourne vers la sculpture sous les conseils d'Armand Vaillancourt et apprend la soudure à l'École technique de Lachine. En 1960, elle suit un cours en sculpture avec Louis Archambault à l'École des Beaux-arts. En 1963, elle se mérite le Prix du Québec en sculpture pour l’œuvre Chute concentrique (1962). Elle réalise aussi des décors pour les projets chorégraphiques de Jeanne Renaud et de Françoise Riopelle du Groupe de danse moderne de Montréal, puis pour le Groupe de la Place Royale. 
Dans les années 1970, elle conçoit des projets d'art conceptuel, explorant la performance, la vidéo et la photographie. Elle devient membre active de Véhicule Art, l'un des premiers centres d'artistes autogérés du Québec. Dans le cadre des Jeux olympiques de 1976 à Montréal, elle participe à l'événement d'art public Corrid'art qui a été démantelé à la demande du maire Jean Drapeau la nuit avant son ouverture officielle.

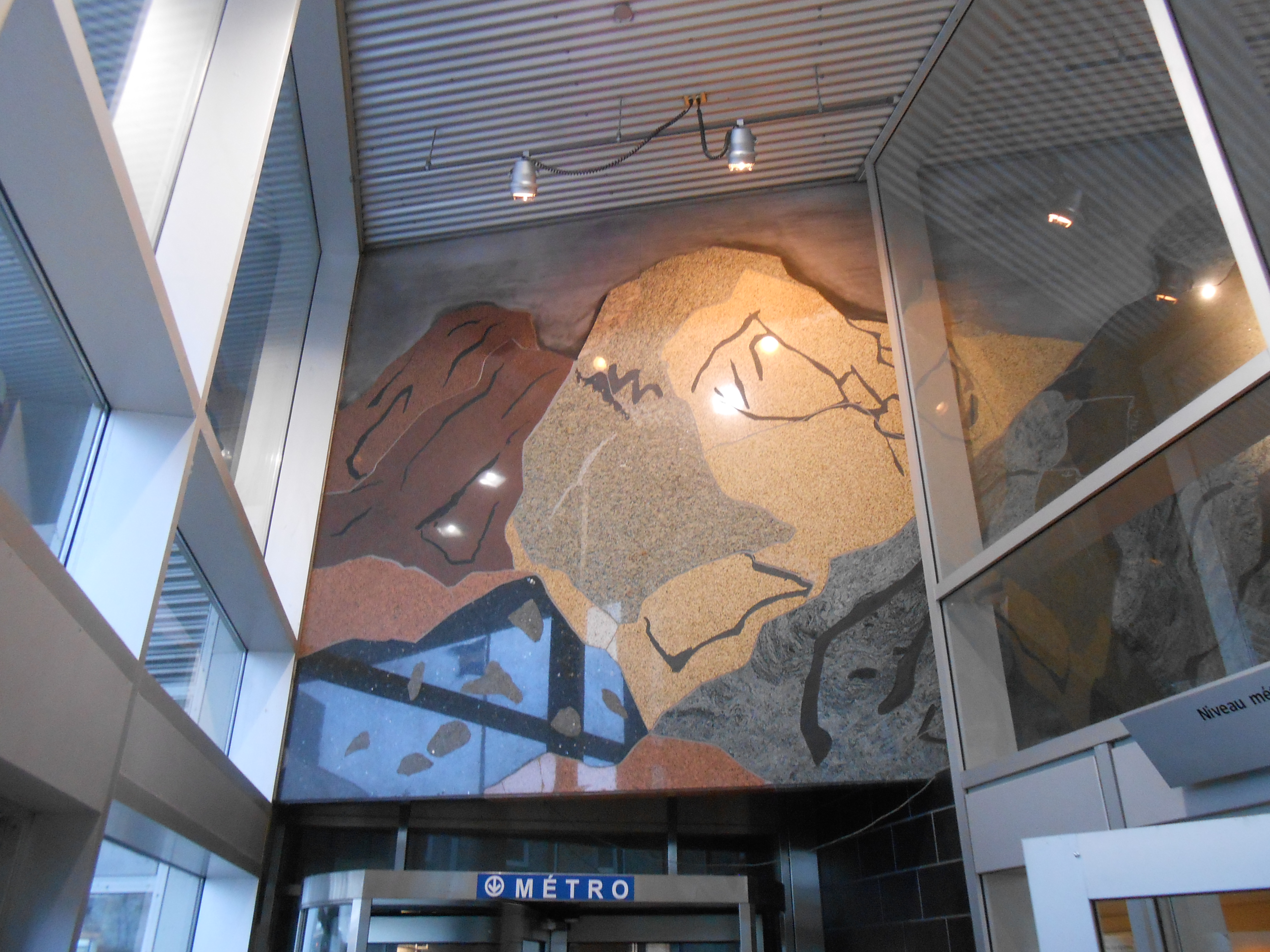
Montagnes, fragment

À partir de 1977, Sullivan enseigne au département d'arts visuels et de danse de l'Université Concordia de Montréal. Au cours des années 1980, elle produit plusieurs cycles de peintures sur toile inspirés des mythologies anciennes (Tondos et Cycle Crétois). Elle reçoit le prix Paul-Émile Borduas en 1987 pour l'ensemble de son œuvre. En 1997, elle réalise Montagne, une murale de granit située dans le hall principal du pavillon Président-Kennedy du Complexe des sciences de l'Université du Québec à Montréal. 
À partir des années 1990, sa peinture devient de plus en plus épurée. Ses tableaux se composent de grandes plages colorées, auxquelles s'ajoutent parfois des formes abstraites, créant un espace pictural vibrant. Plusieurs cycles se succèdent : Rouges, Hommages, Océane, Edge, Arundel, Jeux, Proportio, Bloom, Cartésien et Only Red. Elle est nommée membre de l'Ordre du Canada en 2001 et récipiendaire du Prix du Gouverneur général en arts visuels en 2005. Elle reçoit un doctorat honorifique de l'Université York en 1998 et de l'Université du Québec à Montréal en 2000.
En 2008, elle reçoit le Prix Gershon Iskovitz et elle est nommée officière de l'Ordre de Montréal en 2017. Le Musée d'art contemporain de Montréal lui consacre une exposition solo en 1981, le Musée des beaux-arts de Montréal en 2003, l'Art Gallery of Ontario en 2010, le Musée d'art contemporain de Baie-Saint-Paul en 2016, la Galerie de l'UQAM en 2017, et une nouvelle fois le Musée d'art contemporain de Montréal en 2018. La série photographique Danse dans la neige a été exposée au Museum of Modern Art de New York en 2010 dans l'exposition On line : drawing through the twentieth century. La Galerie de l'UQAM présente ses travaux de recherches sur l'artiste lors des expositions suivantes : Trajectoires resplendissantes en 2017, Œuvres d’Italie en Toscane en 2019 et en mai 2021 : Françoise Sullivan. Les années 70. Elle est représentée par la Galerie Simon Blais de Montréal. Elle devient centenaire en 2023. Une murale est inaugurée en son honneur à Montréal en octobre 2023.

## Œuvres

### Peinture
- Tondo VIII, 1980, acrylique et corde sur toile, 287 x 298 cm, Musée national des beaux-arts du Québec, Québec[23].
- Je parle (nº1) la porte, 1982, acrylique et collage sur toile, 139,5 cm (diamètre), Musée national des beaux-arts du Québec, Québec[24].
- Je parle (nº3) le vent, 1982, acrylique et collage sur toile, 188 cm (diamètre), Musée national des beaux-arts du Québec, Québec[25].
- Je parle (nº16) l'arbre, 1983, acrylique et assemblage sur toile, 182 cm (diamètre), Musée national des beaux-arts du Québec, Québec[26].
- Cycle crétois nº10, 1984, acrylique et collage sur toile, 194 x 220 cm, Musée national des beaux-arts du Québec, Québec[27].
- Cycle crétois nº13, 1984, acrylique et collage sur toile, 201 x 242 cm, Musée national des beaux-arts du Québec, Québec[28].
- Mars, cycle crétois, 1986, acrylique et collage sur toile, 284 x 344 cm, Musée national des beaux-arts du Québec, Québec[29].
- Pneuma 5, 1989, acrylique et collage sur toile, 130 x 148,8 cm, Musée national des beaux-arts du Québec, Québec[30].
- Nuit, 2002, acrylique sur toile, 236,5 x 396 cm, Musée national des beaux-arts du Québec, Québec[31].
- Marcelle (Saturnienne), de la série «Hommages», 2002, acrylique sur toile, 198,5 x 198,5 cm, Musée national des beaux-arts du Québec, Québec[32].
- Sans titre, nº4, de la série «Couleurs», 1999, acrylique sur toile, 81,5 x 81,5 cm, Musée national des beaux-arts du Québec, Québec[33].

### Sculpture
- Sans titre, 1960, acier, 102,6 x 38,8 x 43,5 cm, Musée national des beaux-arts du Québec, Québec[34].
- Chute concentrique, 1962, acier, 133 x 102 x 25 cm, Musée national des beaux-arts du Québec, Québec[35].
- Lunae Lumen, 1966, fer peint, 134,4 x 80 x 28 cm, Musée national des beaux-arts du Québec, Québec[36].
- Aeris Ludus, 1967, acier peint, 300 x 549 x 152,5 cm, Musée d’art contemporain de Montréal, Québec[37].
- Callooh Callay, 1967, acier peint, 284,5 x 122 x 91 cm, Université de Regina, Saskatchewan[38].
- De une, 1968-1969, plexiglas, 72,5 x 278 x 74 cm, Musée national des beaux-arts du Québec, Québec[39].

## Prix et honneurs
- 1943 - Prix Maurice Cullen de l'École des beaux-arts de Montréal
- 1963 - Prix du Québec en sculpture
- 1981 - Deuxième prix - Biennale du Centre Saidye Bronfman
- 1983 - Prix Lynch-Staunton du Conseil des arts du Canada
- 1987 - Prix Paul-Émile-Borduas
- 1990 - Membre de l'Académie royale du Canada
- 1998 - Doctorat honorifique de l'Université York à Toronto
- 2000 - Doctorat honorifique de l'Université du Québec à Montréal
- 2001 - Membre de l'Ordre du Canada
- 2002 - Chevalière de l'Ordre national du Québec
- 2005 - Prix du Gouverneur général en arts visuels et en arts médiatiques
- 2006 - Médaille de l'Académie des arts, des lettres et des sciences humaines du Canada
- 2008 - Prix Gershon Iskowitz
- 2014 - Hommage spécial au 3e Gala des arts visuels de Montréal
- 2015 - Ordre des arts et des lettres du Québec
- 2017 - Officière de l'Ordre de Montréal en 2017[40].
- 2023 - Doctorat honorifique de l'Université McGill 2025 - Grande officière de l'Ordre national du Québec

### Damiers 2023
Le 2 octobre 2023, une gigantesque œuvre murale rendant hommage à Sullivan est inaugurée du côté de l'Hôtel Wyatt du Place Dupuis. Intitulé Damiers 2023, l'œuvre est 108 mètres de hauteur et comprend 33 carrés de couleur. La murale fait partie d’une collection des muralistes de MU qui rend hommage aux bâtisseurs culturels montréalais,.

## Chorégraphies
- 1947 - Dédale, Dualité
- 1948 - Danse dans la neige, Black and Tan Fantasy
- 1949 - Femme archaïque, Le Combat, Lucrèce, Berceuse, Deux danses à midi
- 1973 - Droit debout
- 1978 - Essay in Six Parts (Groupe Nouvel Aire), Hiérophanie
- 1979 - Hiérophanie II, Accumulations
- 1980 - À tout prendre
- 1981 - Et la nuit à la nuit
- 1982 - Labyrinthe
- 1987 - Cycles
- 1988 - Récital de danse de Françoise Sullivan et Jeanne Renaud (Musée d'art contemporain de Montréal)
- 1992 - Elles
- 1993 - En face de moi, Je parle
- 2007 - Les Saisons Sullivan